# Murphysboro (Illinois)
Murphysboro település az Amerikai Egyesült Államok Illinois államában, Jackson megyében, melynek megyeszékhelye is. Lakosainak száma 7093 fő (2020. április 1.).

## Népesség
A település népességének változása:

| 2010 | 7 970 |
| 2020 | 7 093 |